# La Lettre (chanson de Renan Luce)
Pour les articles homonymes, voir La Lettre.
Pistes de Repenti
Je suis une feuille Chien mouillé
La Lettre est une chanson de Renan Luce parue sur son premier album Repenti en 2006.
Le clip commence par un plan de Renan Luce jouant de la guitare dans sa maison puis reçoit la lettre de laquelle sort une silhouette féminine qui personnifie l' heroïne de la chanson. Renan prend alors la route au volant de sa Peugeot 304 puis arrive au bord d'une falaise surplombant la Manche et retrouve l'heroïne, cette fois-ci en chair et en os, enceinte, sur le point de sauter. Ils se regardent passionnément puis il la ramène dans sa voiture.

## Classement
| Classement (2007-2009)                  | Meilleure position |
| --------------------------------------- | ------------------ |
| Belgique (Wallonie Ultratip 50)         | 4                  |
| Belgique (Wallonie Ultratop 50 Singles) | 3                  |
| Belgique (Wallonie Back Catalogue)      | 1                  |
| France (Digital SNEP)                   | 3                  |
| Suisse (Schweizer Hitparade)            | 38                 |